# Jeremiah Smith (Politiker)

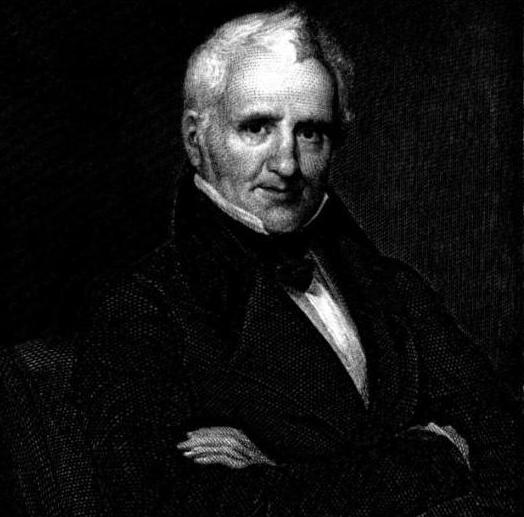
Jeremiah Smith

Jeremiah Smith (* 29. November 1759 in Peterborough, Kolonie New Hampshire; † 21. September 1842 in Dover, New Hampshire) war ein US-amerikanischer Politiker und von 1809 bis 1810 Gouverneur von New Hampshire. Zwischen 1791 und 1797 vertrat er diesen Bundesstaat als Abgeordneter im US-Repräsentantenhaus.

## Frühe Jahre und politischer Aufstieg
Nach einer privaten Erziehung besuchte Smith die Harvard University und bis 1780 das Rutgers College in New Jersey. Nach einem anschließenden Jurastudium wurde er im Jahr 1786 als Rechtsanwalt zugelassen, worauf er in seinem Geburtsort Peterborough in diesem Beruf tätig wurde. Smith nahm am Unabhängigkeitskrieg teil und wurde in der Schlacht von Bennington verwundet.
Zwischen 1788 und 1791 saß Smith als Abgeordneter im Repräsentantenhaus von New Hampshire. In den Jahren 1791 und 1792 war er Mitglied einer Kommission zur Überarbeitung der Staatsverfassung von New Hampshire, ehe er als Kandidat der Föderalistischen Partei in das US-Repräsentantenhaus gewählt wurde. Dort vertrat er zwischen dem 4. März 1791 und dem 26. Juli 1797 die Interessen seines Staates. Im Kongress war er Vorsitzender des Committee on Revisal and Unfinished Business.
Nach seiner Rückkehr nach New Hampshire wurde er zwischen 1797 und 1800 als Nachfolger von Edward St. Loe Livermore Bundesstaatsanwalt in diesem Staat. Zwischen 1800 und 1802 war er Richter an einem Nachlassgericht im Rockingham County. Nach einem kurzen Zwischenspiel als Bundesrichter am United States Circuit Court wurde er zwischen 1802 und 1809 Vorsitzender Richter (Chief Justice) am Obersten Gerichtshof von New Hampshire. Dieses Amt sollte er zwischen 1813 und 1816 noch einmal ausüben.

## Gouverneur von New Hampshire und weiterer Lebenslauf
Im Jahr 1809 wurde Jeremiah Smith gegen Amtsinhaber John Langdon mit ganz knapper Mehrheit zum Gouverneur seines Staates gewählt. Smith trat sein neues Amt am 8. Juni 1809 an. In seiner einjährigen Amtszeit, die am 5. Juni 1810 endete, setzte er sich vor allem für eine Justizreform ein. Bei den nächsten Wahlen unterlag er gegen Langdon, der damit auch sein Nachfolger wurde. Nach dem Ende seiner kurzen Gouverneurszeit wurde Smith wieder als Jurist tätig. Von 1813 bis 1816 war er nochmals Vorsitzender Richter des Obersten Gerichtshofes seines Staates. Danach war er bis 1820 privater Rechtsanwalt. Bekannt wurde Smith auch, als er zusammen mit Daniel Webster und zwei weiteren Anwälten das Dartmouth College in einem Rechtsstreit vor dem Obersten US-Bundesgerichtshof unter dem Vorsitzenden Richter John Marshall vertrat. Danach war er noch Präsident einer Bank und Kämmerer der Phillips Exeter Academy.
Jeremiah Smith starb im Jahr 1842. Er war zweimal verheiratet und hatte insgesamt zwei Kinder. Er war der Bruder von Samuel Smith (1765–1842), der zwischen 1813 und 1815 Kongressabgeordneter aus New Hampshire war. Sein Neffe Robert Smith (1802–1867) war später ebenfalls Abgeordneter im US-Repräsentantenhaus, allerdings für den Staat Illinois.